# Lockheed Martin X-56A
Il Lockheed Martin X-56A è un velivolo senza pilota (UAV) progettato per testare tecnologie di volo "alta quota, grande autonomia" (high altitude, long endurance - HALE), un progetto per un ricognitore senza pilota.
Contribuirà inoltre a raccogliere conoscenze per il progetto del futuro X-54 "low-boom" per l'abbattimento dell'impatto sonoro degli aerei supersonici e per un trasporto aereo a bassa emissione inquinante.

## Storia del progetto
L' X-56A fu progettato dalla divisione informalmente nota come Skunk Works della "Advanced Development Programs" della Lockheed Martin.
L'aereo fu rivelato da Aviation Week, e fu progettato per la ricerca nel campo della soppressione attiva dei fenomeni di flutter e per la tecnologia di alleviamento del carico da vento.
Queste ricerche sono strategiche nello sviluppo delle ali sottili, leggere e ad alto allungamento che potranno essere usate in futuro da vari tipi di aeromobili ad alta efficienza. Nonostante l'X-56A sia un velivolo a bassa velocità ed a scala ridotta i benefici di questa ricerca potranno in futuro ricadere su aerei a piena scala e velocità supersonica.
Il 26 luglio 2013 l'X-56A ha compiuto il primo volo presso la base aerea di Edwards in California.
Il 19 novembre 2015 "Fido" (uno dei due esemplari di X-56A costruiti) precipitò al suolo durante il suo diciassettesimo volo, il primo con un set di ali flessibili. Il resto del programma di ricerca verrà condotto con il corpo centrale del secondo prototipo (soprannominato "Buckeye") e altri due set di ali flessibili facenti parte della fornitura iniziale prodotta dalla Lockheed Martin.

## Tecnica
L' X-56A è basato sui primi lavori sugli UAV della Lockheed, e mostra gli influssi dei modelli Polecat, Sentinel e DarkStar. Il programma prevede la realizzazione di due fusoliere da 2,3 m (7,5 piedi) di lunghezza e una apertura alare di 27,5 m, con quattro serie di ali costruite per i test di volo.